# (4315) Pronik
(4325) Pronik ist ein Hauptgürtelasteroid, der am 24. September 1979 von Nikolai Stepanowitsch Tschernych vom Krim-Observatorium aus entdeckt wurde.
Der Asteroid wurde nach dem Astronomen-Ehepaar Vladimir Ivanovich Pronik und Iraida Ivanovna Pronik benannt.